# 지현곤
지현곤(1961년 8월 12일 - )는 대한민국의 만화가이다.

## 생애
- 1961년 출생 (경상남도 마산시)
- 1968년 초등학교 1학년 중퇴. (척추결핵에 걸렸음)
- 1990년대 만화잡지 독자란으로 그림은 투고하여 실림.
- 1991년 카툰으로 신인 데뷔.

## 경력
- 1993년 대전국제만화영상전 동상
- 1994년 서울만화전 금상
- 1995년 국제서울만화전 대상
- 1995년 대전국제만화대상전 특별상
- 1996년 국제서울만화전 은상
- 1996년 대전국제만화대상전 동상
- 1996년 운평만화대상 카툰부분 우수상
- 2001년 대전국제만화대상전 공로상
- 2003년 대전국제만화영상전 자유부문 은상
- 2006년 대전국제만화영상전 우수작가상

## 작품 목록
- 2007년 7월 19일 서울애니메이션센터 생애 전시회. (~8월 2일)
- 2007년 8월 15일 서울애니메이션센터 미발표 작품기획전.(~8월 29일)
- 《지현곤 카툰집》(2007년)